# Champvoisy

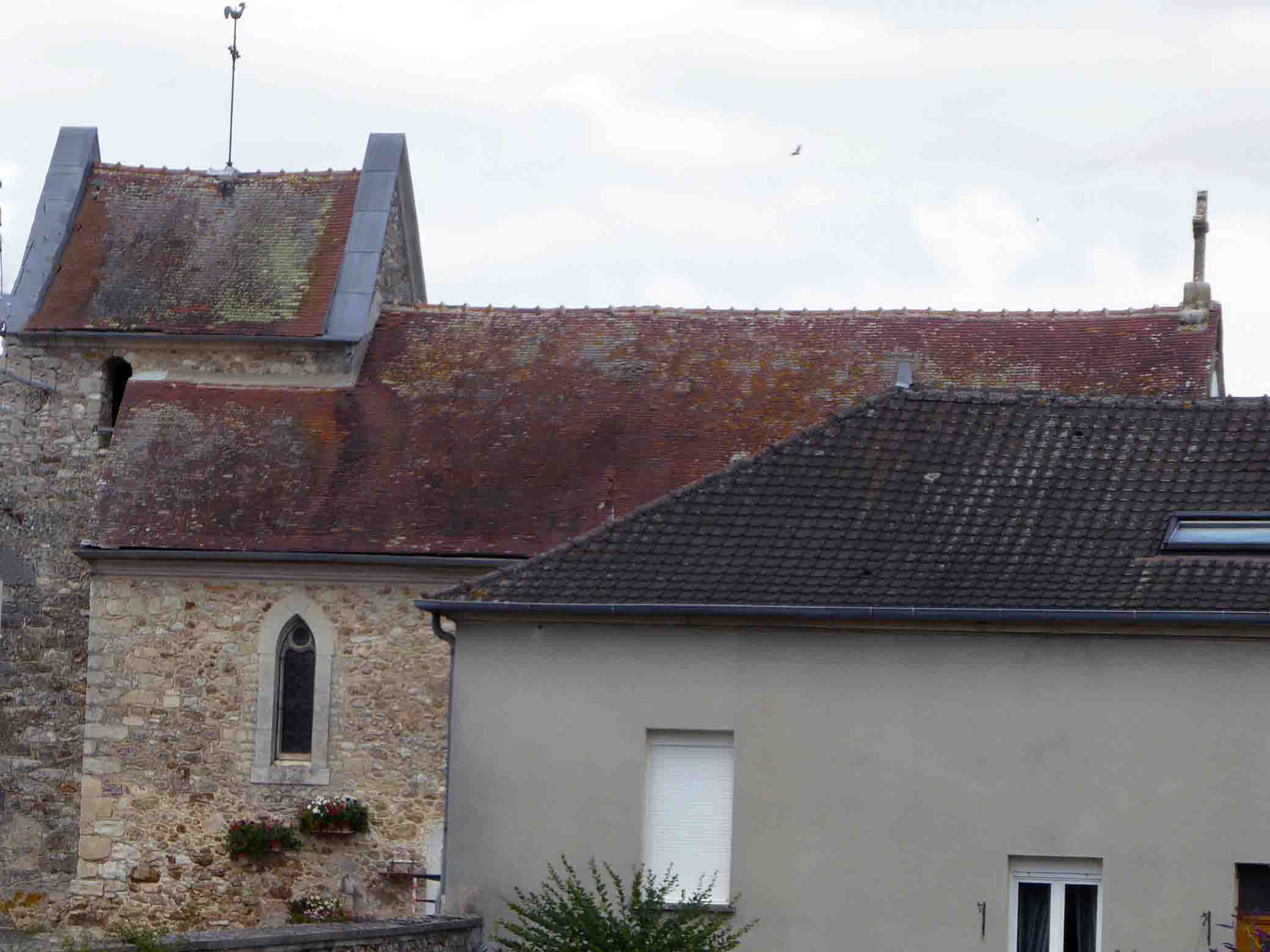
Blick auf die Kirche von Champvoisy

Champvoisy ist eine französische Gemeinde mit 253 Einwohnern (Stand: 1. Januar 2022) im Département Marne in der Region Grand Est. Sie gehört zum Kanton Dormans-Paysages de Champagne und zum Arrondissement Épernay.

## Geografie
Die Gemeinde Champvoisy liegt etwa 37 Kilometer südwestlich von Reims am Westrand der Montagne de Reims an der Grenze zum Département Aisne. Sie ist umgeben von folgenden Nachbargemeinden: 
|                  | Sainte-Gemme                                |              |
| Ronchères        | Kompassrose, die auf Nachbargemeinden zeigt | Passy-Grigny |
| Trélou-sur-Marne | Vincelles                                   | Verneuil     |

## Bevölkerungsentwicklung
| Jahr                       | 1962 | 1968 | 1975 | 1982 | 1990 | 1999 | 2008 | 2018 |
| -------------------------- | ---- | ---- | ---- | ---- | ---- | ---- | ---- | ---- |
| Einwohner                  | 192  | 161  | 153  | 160  | 184  | 174  | 221  | 250  |
| Quellen: Cassini und INSEE |      |      |      |      |      |      |      |      |